# Ołeksandr Pawlukow
Ołeksandr Semenowycz Pawlukow, ukr. Олександр Семенович Павлюков, ros. Александр Семёнович Павлюков, Aleksandr Siemionowicz Pawlukow (ur. 16 kwietnia 1946, Ukraińska SRR) – ukraiński trener piłkarski.

## Kariera trenerska
Na początku 1991 stał na czele klubu Czajka Sewastopol, którym kierował do maja 1991 roku.